# Benken (Zurich)
Pour les articles homonymes, voir Benken.
Benken est une commune suisse du canton de Zurich.

Photo aérienne par Walter Mittelholzer (1919).

Linda Fäh, Miss Suisse 2009, est née à Benken en 1987.

## Histoire
Les premières traces d’occupation humaine à Benken sont une villa romaine et des tombes datant de l’époque des premiers Alamans. Le village est mentionné pour la première fois en 858 sous le nom de Pecchinhova dans un acte de donation à l’abbaye de Rheinau. Au XIIIᵉ siècle, il est désigné sous le nom de Benchon. 
En 1540, Zurich prit le contrôle de Benken. En 1560, un grand incendie détruisit 16 maisons et deux granges, dont un pressoir. Grâce à des dons de bois provenant des environs, le village fut reconstruit. C’est probablement à cette époque que fut construit le premier bâtiment de l’administration locale, appelé le Schlössli. Le système des bailliages fut aboli en 1798 lors de l’invasion des troupes françaises.